# Susanne Maselle
Susanne Peter Maselle é uma política da CHADEMA da Tanzânia e membro com assento especial no Parlamento desde 2015. Ela foi membro do comité de orçamento de 2015 a 2018. Ela fez um total de 10 contribuições no parlamento e fez 8 perguntas primárias e 5 perguntas suplementares, principalmente sobre emprego e recursos minerais.